# Grå blomstickare
Grå blomstickare (Diglossa plumbea) är en fågel i familjen tangaror inom ordningen tättingar.

## Utseende och läte
Grå blomstickare är en liten och aktiv sångarliknande tätting med den för släktet typiska uppböjda och krokförsedda näbben, lite som en burköppnare. Hanen hos denna art är enfärgat blågrå, medan honan är färglöst brun.

## Utbredning och systematik
Grå blomstickare behandlas antingen som monotypisk eller delas in i två underarter med följande utbredning:
- Diglossa plumbea plumbea – förekommer på höglandet i Costa Rica och i Chiriquí i allra västligaste Panama.
- Diglossa plumbea veraguensis – förekommer på Stillahavssluttningen i Veraguas i västra Panama.

## Levnadssätt
Grå blomstickare hittas i bergstrakter över 1300 meters höjd. Den ses vanligen i par, födosökande i buskar vid skogsbryn, i snårig ungskog och i trädgårdar. Likt andra blomstickare livnär den sig på nektar som den tar genom att punktera blommor med den speciellt utformade näbben.

## Status
Trots det begränsade utbredningsområdet och att den tros minska i antal anses beståndet vara livskraftigt av internationella naturvårdsunionen IUCN.  Beståndet uppskattas till i storleksordningen 50 000 till en halv miljon vuxna individer.

## Bilder

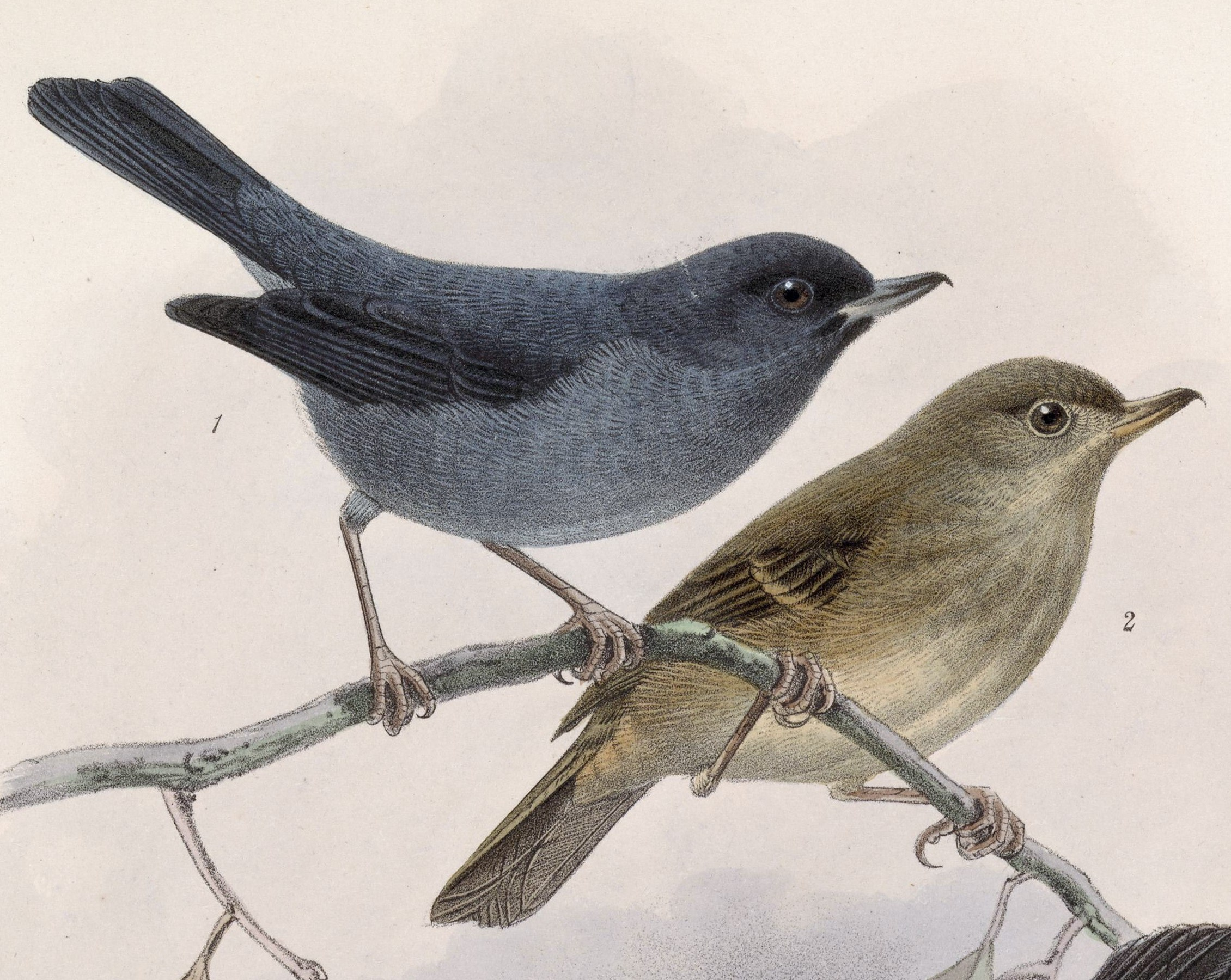
Hane och hona
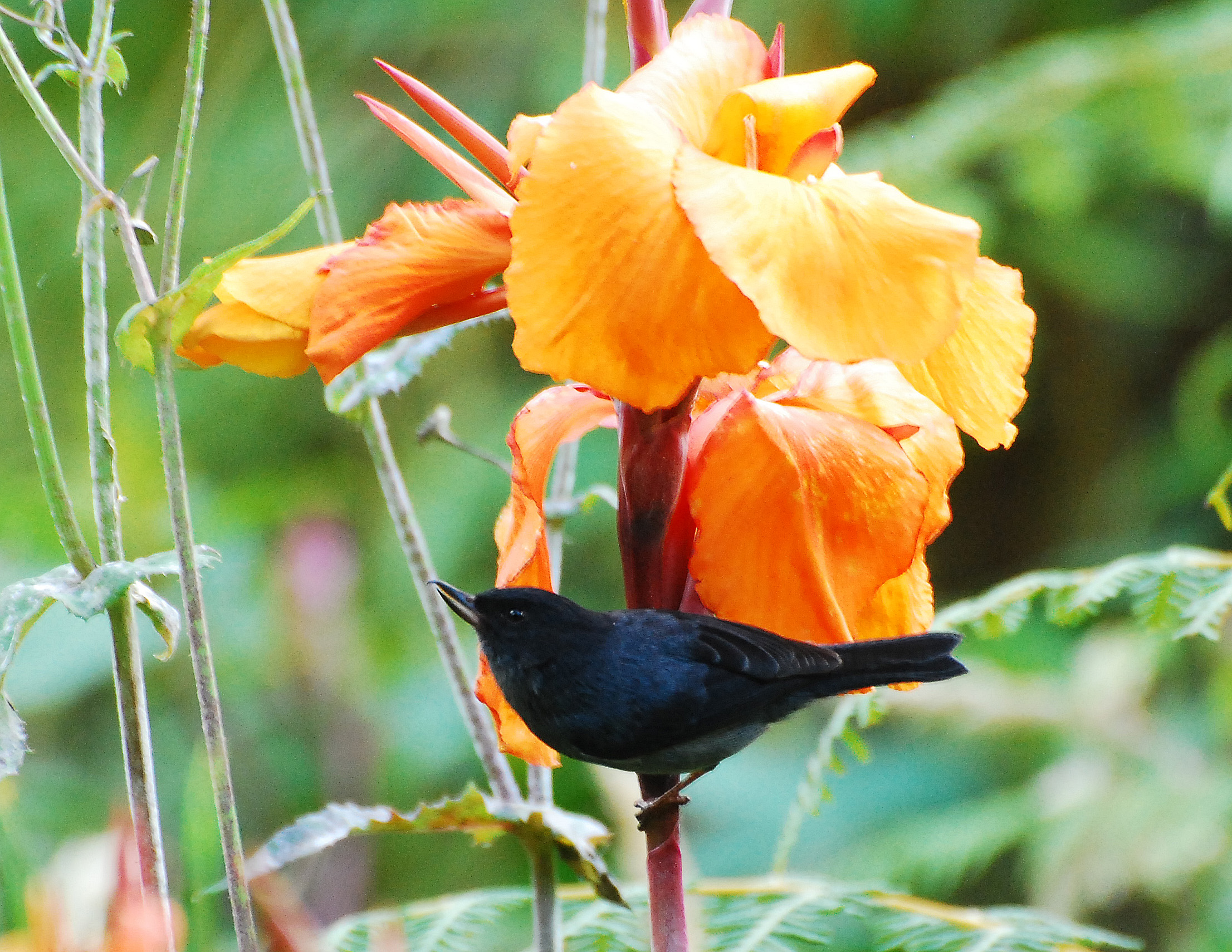
Hane
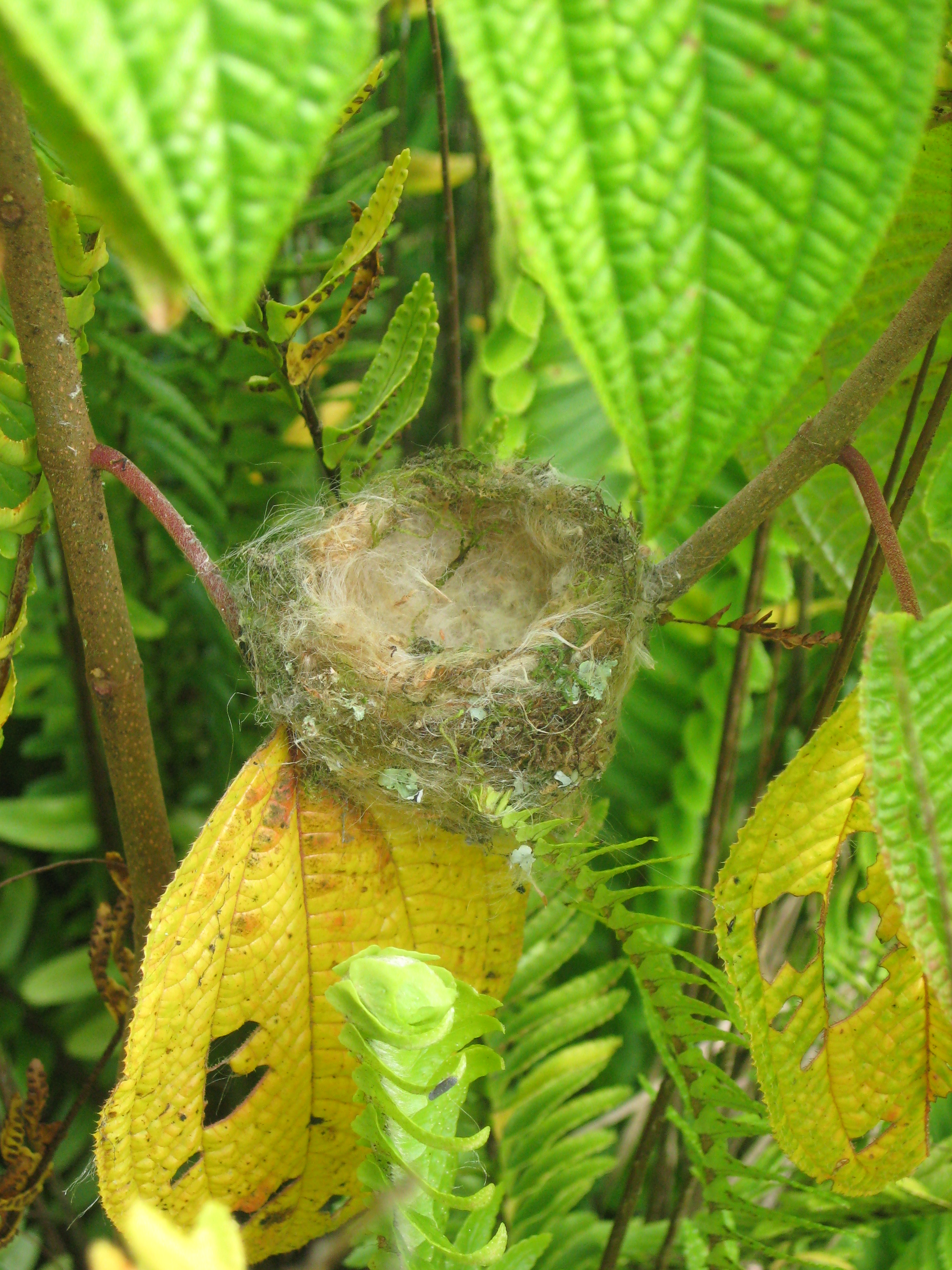
Bo